# Мацей Росолек
Мацей Росолек (пол. Maciej Rosołek, нар. 2 вересня 2001, Седльці, Польща) — польський футболіст, форвард варшавської «Легії».

## Ігрова кар'єра
Мацей Росолек народився у містечку Седльці поблизу Варшави. Є вихованцем столичного клубу «Легія». З 2018 року Мацей грав за дублюючий склад «армійців», а вже з 2019 року нападника почали залучати до матчів основи.
У 2021 році для набуття ігрової практики Росолек відправився в оренду у клуб Першої ліги «Арка».

## Досягнення
Чемпіон Польщі: 2019/20
 Володар Кубку Польщі: 2022/23
 Володар Суперкубка Польщі: 2023